# Atmosphärilien
Der Begriff Atmosphärilien ist eine Sammelbezeichnung für atmosphärische Gase, welche eine hohe chemische oder physikalische Reaktivität aufweisen. Man zählt hierzu Salpetersäure, Salpetrige Säure, Ammoniak, Sauerstoff, Ozon, Kohlenstoffdioxid und Wasser (Wasserdampf). Atmosphärilien sind aufgrund ihrer zahlreichen Reaktionswege an vielen Stoffumwandlungsprozessen in der Atmosphäre und auf dem bzw. auch im Boden beteiligt. Insbesondere handelt es sich hierbei um Verwitterung und Korrosion.